# Alberto Fait Lizano
Alberto Fait Lizano (1929 – 2 de junio de 1997) fue un político costarricense. Ejerció el cargo de diputado de la Asamblea Legislativa en el período 1986-1990 y vicepresidente de la República entre 1982 y 1986.
Fait estuvo casado con Ana Teresa Pacheco y tuvo seis hijos; Gerardo, Alberto, Anabella, Sergio y Andrés. Ingresó a la política en 1978 cuando fue jefe de campaña de Luis Alberto Monge en una elección que no fue exitosa. Luego sería candidato a vicepresidente junto a Monge en las siguientes elecciones de 1982 en que su fórmula presidencial ganaría. Pensó en ser candidato presidencial para las elecciones de 1986, 1990 y 1994 pero nunca inscribió su precandidatura. En las primarias liberacionistas de 1997 respaldó al precandidato José Miguel Corrales quien fue su compañero diputado y compañero en la Comisión de Narcotráfico junto a otras figuras como Jorge Rossi Chavarría y Luis Fishman Zonzinski.